# Jagol
Jagol (makedonska: Јагол) är en ort i Nordmakedonien. Den ligger i kommunen Kičevo, i den västra delen av landet, 50 kilometer sydväst om huvudstaden Skopje. Jagol ligger 768 meter över havet och antalet invånare är 352.